# 弦楽五重奏曲第2番 (ブラームス)
弦楽五重奏曲第2番ト長調作品111（げんがくごじゅうそうきょくだい2ばんトちょうちょうさくひん111、Streichquintett fur 2 Violinen, 2 Bratchen und Violoncell Nr.2 G-Dur op.111）は、ヨハネス・ブラームスが1890年夏ごろに作曲した弦楽五重奏曲である。弦楽四重奏にヴィオラを1本加えた編成で書かれている。
完成は1890年夏頃、オーストリアの保養地バート・イシュルに於て。同年11月11日にウィーンで、ロゼ四重奏団を中心とするメンバーで初演された。翌年にジムロックから、ブラームス自身によるピアノ四手連弾編曲とともに出版されている。
マックス・カルベックに拠れば、この五重奏のリハーサルのあとにカルベックが「プラーター公園のブラームス (Brahms im Prater)」と銘打ったらと水を向けるとブラームスはウインクして「そりゃあいい、可愛いお嬢さん方いっぱいのね！ (Nicht wahr? Und die vielen hubschen Maedchen drin.)」と答えたという。作品全体にウィーン風のワルツの主題がちりばめられ、自家薬籠中のロマの音楽が終末部に展開される。
完成後の10月末に原稿を受け取ったエリザベート・フォン・ヘルツォーゲンベルクは「春の風を感じているよう(...)こういったものを生み出すような人はきっと幸せな心地なのでしょう」と述べ、第1番と同様の全面的な楽天性がみられるとも評されるが、西原稔は、老いや孤独を感じるようになったブラームスの「心境の変化を反映しており、深い厭世観に満たされている」としている。実際、ブラームスはこの作品で作曲をやめることを考え、出版社のジムロックに送った手紙で「これで私の音符にはお別れできます」と記しており、次の年には遺書を作成し身辺整理を始めている。

## 構成
全4楽章、全曲の演奏時間は約30分。
第1楽章
Allegro non troppo, ma con brio、ト長調。ソナタ形式。上四声部の波打つ伴奏に乗って、チェロが堂々とした第一主題（譜例）を奏して始まる。この旋律はブラームスとしては特に開放的な、リヒャルト・シュトラウスとも比較されるもので、カルベックは未完に終わった交響曲の素材が転用されているとしている。この冒頭部分では伴奏のパートにも一貫してが指示されており、ブラームスとヨーゼフ・ヨアヒムはチェロをよく聴こえさせるために指示を変更することも検討したが、最終的には変更せずに出版された。
これまでのオーケストラ的なテクスチュアが室内楽的なものに変わると、ウィーン風の第二主題（譜例）がヴィオラに現れ、次いでヴァイオリンに引きつがれる。変ロ長調で静かに始まる展開部は、第一主題が含んでいた要素を徹底的に追究し、広々とした再現部につながっていく。
第2楽章
Adagio、ニ短調。ヴィオラが提示する主題（譜例）にもとづく自由な変奏曲。メンデルスゾーンの弦楽五重奏曲第2番の緩徐楽章との類似が指摘されている。ドナルド・フランシス・トーヴィーは「ブラームスの悲劇的な吐露のなかでも、とくに印象深いものの一つ」と評している。
第3楽章
Un poco Allegretto、ト短調。ワルツの性格をもつ穏やかなスケルツォ、もしくはインテルメッツォ（譜例）。門馬直美は「悲しみを抑えながらむりに微笑しているような感じ」と評する。ト長調のトリオではヴィオラとヴァイオリンそれぞれの二重奏が交替で現れる。
第4楽章
Vivace ma non troppo presto、ロ短調 - ト長調。ロンドソナタ形式。ハンガリーのロマの音楽へのブラームスの愛着が現れている。細かく動く中心主題（譜例）は主調と違うロ短調で現れ、ニ長調の副主題は三連符のリズムにより、牧歌的な平易さが強調される。副主題のト長調による再現と中心主題の短い暗示に続くコーダはアニマートにテンポを上げ、熱狂的な舞曲によってト長調で締めくくられる。

## 参考資料
- Wilhelm Altmann "Preface / Vorwort": ポケット総譜 (Eulenburg ETP238)
- 吉成順「ブラームスの弦楽五重奏曲と弦楽六重奏曲」（CD解説）: アマデウス弦楽四重奏団、セシル・アロノヴィッツ (Deutsche Grammophon POCG3469/70、1968年5月録音、1995年発売)
- Uwe Kraemer（CD解説）: Sándor Végh指揮Camerata Salzburg (Capriccio 10 427、1991年10-11月録音、1992年発売)
- 三宅幸夫『ブラームス』（新潮文庫「カラー版 作曲者の生涯」、1986）